# 对世界贸易组织的批评
世界贸易组织(WTO)自1995年成立以来，一直致力于维护和发展国际贸易。作为最大的国际经济组织之一（与国际货币基金组织和世界银行并列），它对贸易规则和协议具有强大的影响力和控制力，因此有能力对一个国家的经济产生巨大影响。世贸组织的政策旨在平衡关税和其他形式的经济保护与贸易自由化政策，并“确保贸易流动尽可能平稳、可预测和自由”。世贸组织声称其行动“削减生活成本，提高标准，刺激经济增长和发展，帮助国家发展，给予弱国更强有力的发言权。”从统计数据来看，过去10年，全球贸易持续以每年1%至6%的速度增长，2016年分配给贸易援助的资金达到388亿美元。

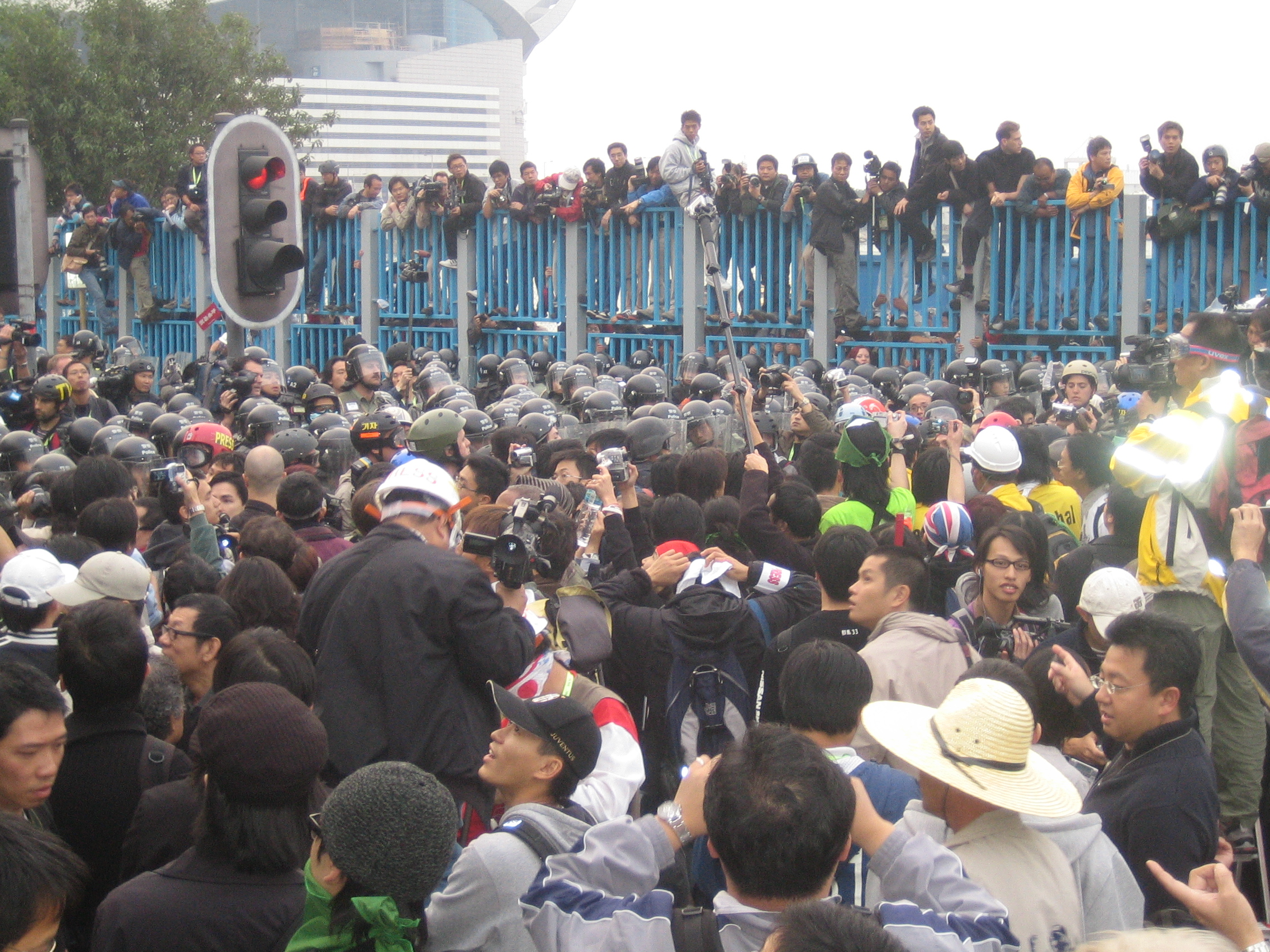
2005年世贸组织部长级会议期间，示威者在湾仔海滨地区与香港警方发生冲突

随着时间的推移，对世贸组织出现了一些批评，包括经济学家丹尼·罗德里克，张夏准，以及人类学家马克·埃德尔曼等。埃德尔曼认为，世贸组织“只为跨国公司的利益服务，破坏当地发展，惩罚穷国，正在加剧不平等”，他们还认为，一些有关农业和医药产品的协议限制了人们获得食品和医疗服务的机会。几个因素被认为是造成这些情况的原因，包括但不限于: 最惠国待遇，国民待遇，未能考虑婴儿行业的观点。批评人士认为，支持这些原则的政策未能保护发展中国家，而且在某些情况下利用了这些原则。例如，联合国贸易和发展会议估计，市场扭曲每年给发展中国家造成7000亿美元的出口损失。

## 郭炳江
郭炳江认为世贸组织并没有公正地管理全球经济，在运作中对发达国家和跨国公司有系统性的偏见，损害了谈判能力较弱的小国。有偏见的例子如:
- 发达国家能够维持某些产品的高进口关税和配额，阻止发展中国家的进口(如服装)。

- 根据联合国贸易和发展会议的声明，基于数量和价格水平控制的非关税壁垒的使用从1994年的45%大幅下降到2004年的15%，而其他非关税壁垒的使用从1994年的55%上升到2004年的85%，例如允许针对发展中国家的反倾销措施。

- 发达国家保持对农业的高度保护，而发展中国家则被迫开放市场。

- 许多发展中国家没有能力跟随谈判并积极参与多哈回合貿易談判。

- 《与贸易有关的知识产权协定》(TRIPs) ，该协议限制发展中国家在其本国体系(包括药品和农产品)中使用外国的一些技术。

霍尔认为，发展中国家没有从乌拉圭回合的世贸组织协定中受益，因此，世贸组织贸易体系的信誉可能受到侵害。他认为，西方国家在履行(或不履行)乌拉圭回合协议中承担的义务并没有履行承诺精神，这是“乌拉圭回合执行问题”的要求之一。霍尔还认为，多哈回合谈判“已经偏离了其宣称的方向，转向有利于发展的成果，转向‘市场准入’的方向，迫使发展中国家开放其农业、工业和服务业部门。”但賈格迪什·巴格瓦蒂称，发展中国家对制造商的关税保护更为严格，反倾销申请数量也正在超过富国。

## 农业
20多年来，农业一直是世贸组织试图解决的核心问题之一。作为一个日益全球化和多边化的市场，农业牵涉到各种问题，包括贸易、植物检疫措施、知识产权、动物和人类健康、环境政策、人权、生物技术、性别平等和粮食主权。因此，分析世贸组织对农业的影响不可避免地将其与其它部门联系起来，并阐明对该组织的批评。

### 历史背景
世贸组织参与农业事务在布雷顿森林体系结束后开始。世贸组织的前身：关税及贸易总协定，其本身就是一个布雷顿森林机构，但1947年成立时明确排除了农业领域。因此，在此期间关于农业的补充规定范围有限，而且没有商定的执行方法。随着上世纪80年代的农业危机，形势发生了逆转，美国出现了粮食过剩，导致土地和商品价格暴跌，利率飙升，违约贷款增加。这使得农业成为国际贸易外交的焦点，关贸总协定于1986年启动了乌拉圭回合，其重点是“建立一个强大的体制框架来规范世界农业(多边)贸易规则”1993年回合结束时，关贸总协定解体，支持新成立的世界贸易组织，该组织将扩大到其他领域，如农业，服务贸易和知识产权和关贸总协定下管理的商品范围。

#### 农业协定
为了加入世界贸易组织，国家必须满足几个要求。《农业协定》(AoA)是该组织成立之初确立的任务之一。核心内容是设定时间表，限制签署国对农业提供保护性援助的范围。于是有了一种削弱国家主权的观点: 在决定每个国家内部(而不是国家之间)的农业预算时，开始了一系列“具有国际约束力的规则，将逐步消除各国补贴其农村经济的能力”，并创建了一个体系，在这个体系中，当各国政府加入世贸组织时，它们“放弃制定自己的粮食和农业政策的能力”。批评人士还认为，在限制各国对其农业部门的保护程度方面，该组织让农民，特别是在许多发展中国家占人口相当大比例的农民，容易受到粮食风险，从而违反了有关粮食作为一项人权的国际法。

### 经济影响
世贸组织实施的政策鼓励新自由主义的发展，并加剧了南北分歧。例如，贸易保护主义政策似乎一直有利于发达国家，经合组织国家在1986年至1988年期间向其农民提供了生产价值40.43%的支持。考虑到上世纪80年代的农业危机，这种支持水平是合理的，但1999年的数字仍然高达40.07%。仅在美国，“美国牛奶、糖和大米生产总收入大约一半来自农业。”
与此同时，发展中国家的农业与贫困之间的联系越来越紧密，国家贫困率与农业家庭的数量有关，这是因为世贸组织要求的新自由主义改革摧毁了有保障的价格和国家支持的推广服务，发展中国家不得不取消粮食安全和农村援助计划，转而支持那些能够帮助完成世贸组织任务的计划，而且往往付出“巨大的政治代价”。例如，自加入WTO以来，墨西哥一直在实施“重复化”计划，该计划分为两部分: 第一部分是促进城市化，从而将农村人口分解为更小、更多的农村社区;第二部分是鼓励农业部门的“增长和发展”。这些发展方法包括迫使农民使用某些杀虫剂和化肥、嫁接果树、种植对他们自己来说过于昂贵的农产品。导致了“农民家庭企业的解体以及生活保障的破坏”
由经济政策研究中心、经济研究中心、CESifo集团和人类科学之家联合进行的研究表明，世贸组织潜在的贸易保护主义和自由主义政策的重大影响将缓解发达国家和发展中国家之间日益扩大的差距。在发达国家，农业对经济的影响往往相对较小，美国农户总收入中只有8%来自农场，加拿大和日本的这一比例分别增至10%和12%。然而，发展中国家大多数农民主要依赖农业作为家庭收入的主要来源。即使贸易改革将导致国家“少数几个受到高度保护的子行业中的大型富裕农民遭受严重损失”，但上述研究小组估计，减贫幅度可能达到两位数，并“可能使大量发展中国家农户脱贫”。
考虑到世贸组织在类似《农产品协议》授权下进行的大规模结构性改革，它“肯定能够为了发展中国家贫困农民的利益，改革发达国家最富裕农民的特权”，这可以通过“推动更多贫穷国家削减农产品和食品关税来实现，因为这些产品在穷人家庭预算中占很大比例，并让穷人以世界市场价格(根据营销利润率调整)获得食品。”事实上，从南美洲(阿根廷、智利、厄瓜多尔、秘鲁)到亚洲(中国、印度、菲律宾、泰国) 。许多发展中国家都在推动这些政策，但世贸组织拒绝了它们，例如2003年多哈回合贸易谈判坎昆会议的破裂。

### 农民抗议
世贸组织等多边组织在鼓励国家贸易方面必然支持全球化。这有一些不可否认的好:大多数国家会拥有更多就业机会，工资增加，技术创新率提高，总体生活质量提高，尤其是城市人口的生活质量。但由于这些优势只适用于某些领域，许多人仍受到全球化政策的消极影响。
其中一个例子可以从世界各地的农民中显出:一方面是国家实现行业多样化的压力，另一方面是苛刻的《农产品协议》。多年来，发展中国家对农业的支持一直在减少。农业部门的自由化导致了农产品和商品价格的下降，“大型农业综合企业的整合，全球粮食系统的同质化，以及供应管理机制的削弱”。同时，政府补贴被剥夺，以及结构性的改革，例如国家开发银行、推广机构和商品委员会私有化。此外，农民对现代技术和化肥的依赖程度上升，与商品市场、信贷市场、技术市场和土地市场联系在一起，由于无法控制的因素，农民更容易受到粮食不安全等问题影响。随着破坏稳定的力量增加和保护措施的减少，农民被迫寻找其它生存手段（灰色经济）。
然而，农业进入全球经济意味着农民必须“学习包括经济和法律知识，市场情报和计算机，工商管理和植物检疫措施，生物技术和知识产权，以及贸易政策和宏观经济学的基础知识。”有了新知识，他们一次又一次地形成地方、国家和全球性的抗议团体就不足为奇。其实抗议形式已经存在了几个世纪，比如17世纪的法国农民抗议，但世贸组织等多边组织的形成也导致了跨国抗议。
跨国农民运动始于巴西无土地运动(MST)的成功，在这场运动中，农村人口(许多是原住民)聚集在一起，要求土地所有权。这场运动不仅展示了不同群体团结在一起的能力，也激发了全球范围内的行动，并且奠定了包括强调群众参与以及利用非政府组织(NGO)获取资源。他们提高了人们对国家外债破坏性影响的认识，甚至组织了武装起义。他们一直在争取两个核心要求:将农业从世贸组织的管辖范围中移除以及保障粮食主权。
“让农业退出WTO”已经成为“自1999年西雅图抗议活动以来越来越频繁的呼声”，包括2000年多哈谈判和2003年坎昆会议上的呼声。农民之路和其它五十个组织联合起来声称: “世贸组织是不民主和不负责任的，加剧了全球不平等和不安全，促进了不可持续的生产和消费模式，侵蚀了多样性，破坏了社会和环境优先事项。”因此，他们不仅要求废除《农产品协议》，还要求废除其它相关协议，包括与贸易有关的知识产权协定(TRIPS)、服务贸易总协定(gATS)、卫生和植物检疫措施(SPS)、数量限制(QRs)以及补贴与反补贴措施(SCM)。粮食主权突出表明，粮食是一项基本人权，并谴责世贸组织将农业纯粹视为一种商品，而不是“农民的生计”。
在世贸组织部长级会议之外也有类似抗议活动，最引人注目的是国际农业生产者联合会(IFAP)的成立，印度对印楝树外国公司专利的抗议，法国农民对假罗克福奶酪的抗议，以及APM-afrique的创立，为了改善咖啡和棉花行业。

#### 原住民
农民和原住民之间有着高度联系，特别是在中美洲和南美洲。因此，许多农民组织和运动也争取原住民权利，包括土地权和自治权。

## 劳工及环境
批评家则声称劳动力和环境问题一直被忽视。全球环境与贸易研究主任史蒂夫·查诺维茨认为世贸组织“应该开始解决贸易与劳工和环境问题之间的联系。”……“在缺乏适当的环境监管和资源管理的情况下，增加贸易可能会造成严重的损害，以至于贸易利润将低于环境成本。”此外，工会谴责发展中国家的劳工权利记录，认为如果世贸组织成功地推动了全球化，那么环境和劳工权利同样会受到损害。
另一方面许多人说，“如果环境和劳工进入世贸组织体系，在概念上很难说为什么其它社会和文化问题也不应该进入。”……“贸易措施已经成为大公司和社会组织促进自身利益的工具。”学者们已经将关贸总协定第二十条确定为一个核心的例外条款，各国可以援引这一条款来部署与贸易自由化相冲突的政策。
巴格瓦蒂还批评“发达国家的游说团体试图将他们不相关的议程强加于贸易协定”。这些游说团体，尤其是发达国家的慈善机构，现在已转向对贸易问题的激烈讨论，并对能源问题有了更多的了解。因此，有学者批评将与贸易有关的知识产权协定引入WTO框架，担心这种非贸易议程可能会压倒该组织的职能。“孤立地看，与贸易有关的知识产权协定(TRIPS)导致了发展中国家和整个世界福利的降低。”巴格瓦蒂断言，“知识产权不属于世贸组织，因为保护知识产权只是一个版税问题……这个问题在乌拉圭回合期间被制药和软件行业强行提上了世贸组织的议程，尽管这有可能使世贸组织变成一个美化的版税收缴机构。”

## 决定权
另一位批评者认为，世贸组织的“绿色房间”讨论缺乏代表性和包容性，参与者越来越活跃，代表的利益和目标越来越多样化，使世贸组织的决策复杂化，“建立共识”的过程被打破。绿室讨论的结果将提交给世贸组织其他成员，它们可以对结果进行表决。因此，他们提议设立一个小型的非正式指导委员会(“咨询委员会”) ，负责在成员国之间就贸易问题达成共识。第三世界网络将WTO称为“最不透明的国际组织”，因为“绝大多数发展中国家在WTO体系中几乎没有真正的发言权”。
许多非政府组织，如世界联邦主义者运动/全球政策研究所，正在呼吁建立一个世贸组织议会，以便更加民主地参与世贸组织的决策。卡罗琳·卢卡斯博士建议，这样一个大会“在议会审查的形式上，以及在改革世贸组织程序及其规则的更广泛努力中，可以发挥更突出的作用”。然而，拉乌尔·马克·詹纳博士认为，由于以下原因，议会协商会议将是无效的:
1. 没有解决工业化国家谈判最重要决定的“非正式会议”问题。
2. 没有减少各国之间在有效和高效地参与世贸组织所有机构的所有活动方面存在的事实上的不平等。
3. 没有纠正影响争端解决机制的多重违反一般法律原则的行为。[34]

缺乏透明度往往被视为民主政体的一个问题。政治家可以通过谈判达成在他们自己国家的民主进程中不可能或不被接受的规定。“一些国家在国际机构中推行某些监管标准，然后在协调统一的要求和多边主义的幌子下，将这些规定带回国内。”这通常被称为政策洗钱。

## 国家主权
世界贸易组织的保守派和民族主义批评者认为，自由贸易损害并威胁国家主权。这一论点在2019年上诉机构法官选举之前变得突出，时任美国总统特朗普选择让世贸组织陷入僵局，以重新获得国家主权。